# Ostrobotnia (provincia storica)

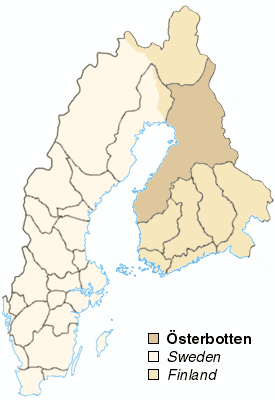
Posizione geografica dell'Ostrobotnia nell'antico regno di Svezia

L'Ostrobotnia (Pohjanmaa in finlandese, Österbotten in svedese) è una provincia storica della Finlandia.
Il significato del suo nome in svedese indica la sua posizione geografica, ovvero la parte orientale del Golfo di Botnia, facendo il paio con la regione svedese del Västerbotten la quale è, come dice il nome, il suo corrispondente a occidente. Essa comprende le seguenti regioni attuali della Finlandia: Ostrobotnia (regione costiera), Ostrobotnia meridionale, Ostrobotnia centrale, Ostrobotnia settentrionale, Kainuu; in più include la parte meridionale della regione della Lapponia. Una piccola parte nord-orientale della regione storica dell'Ostrobotnia, la cosiddetta zona Salla-Kuusamo, fu ceduta all'Unione Sovietica nel 1940 e nuovamente nel 1944 e fa parte tuttora della Russia. I confini dell'Ostrobotnia erano a ovest il Golfo di Botnia, a nord la parte di Lapponia che oggigiorno arriva fino alla città di Sodankylä e a sud le regioni di Satakunta, Häme e Savo.
Nel 1634 la regione storica dell'Ostrobotnia venne organizzata come provincia (län) del regno svedese. Nel 1775 tale provincia venne scorporata e inclusa nelle province di Vaasa e Oulu.
L'Ostrobotnia nella sua estensione storica è comunque una regione geograficamente omogenea a prescindere dalle piccole differenze locali. Il paesaggio è composto da estese pianure divise da fiumi. Solo nella parte nord-orientale si iniziano a intravedere i rilievi collinari tipi della regione lappone.

## Insediamento umano

Stemma dell'Ostrobotnia

L'insediamento umano nell'Ostrobotnia è iniziato nell'età della pietra, quando gli spostamenti umani avvenivano principalmente per vie fluviali. Già nell'età del ferro gli insediamenti nell'area si ipotizza siano stati di persone di lingua finlandese o sami, sebbene alcuni ricercatori ritengono tuttora probabile che la fiorente cultura della regione di Vaasa, nel periodo delle migrazioni e nel periodo merovingio, fosse almeno parzialmente germanica. È possibile che l'enigmatico nome di origine scandinava kveenit possa riferirsi agli abitanti dell'Ostrobotnia. È stato infatti ipotizzato che il nome con cui l'Ostrobotnia era precedentemente chiamata fosse proprio Kvenland (in finlandese Kainuunmaa).
Al momento non è sicuro se la regione è stata abitata permanentemente a partire dall'età del ferro. I ritrovamenti archeologici relativi alla tarda età del ferro nella regione sono scarsi. Per questa ragione molti ricercatori suppongono che l'Ostrobotnia si sia spopolata nel IX secolo, diventando nuovamente un'area disabitata da insediare, e che si sia ripopolata a partire dall'XI-XII secolo.
Anche gli abitanti delle regioni del Pirkanmaa e della Carelia hanno lasciato tracce nella popolazione dell'Ostrobotnia. La popolazione di lingua svedese presente oggigiorno nella regione si suppone si sia stabilita nell'Ostrobotnia meridionale intorno al XIII secolo, e successivamente si sia estesa lungo la costa verso nord, fino all'altezza della città di Kokkola. Periodi successivi hanno visto l'immigrazione anche dalle regioni dell'Häme e del Savo.